# Vice admiral (États-Unis)
Pour les articles homonymes, voir Vice-amiral.
Le grade de vice admiral (en français « vice-amiral ») est un grade de l'Armée américaine. Il est utilisé dans les branches maritimes des forces armées des États-Unis, la United States Navy et la United States Coast Guard, mais aussi au sein du National Oceanic and Atmospheric Administration Commissioned Officer Corps, du United States Public Health Service Commissioned Corps et du United States Maritime Service.
Le pay grade (indicatif servant à uniformiser les grades américains dans le cadre du versement de la solde) de vice admiral est O-9. Il correspond ainsi au grade de lieutenant général au sein des trois autres branches à vocation principalement terrestre ou aérienne.

## Limites légales
Le Code des États-Unis limite le nombre de vice admirals en service actif à n'importe quel moment de l'année. Le nombre total d'officiers à ce grade et en service est limité à 160 pour la United States Navy. Pour la marine, pas plus de 16,7 % des officiers d'active ne peuvent espérer atteindre un grade de plus de deux étoiles,,. Certains de ces postes sont réservés pour certaines fonctions. Par exemple, le Surgeon General of the United States Navy (chirurgien en chef de la Navy) est un vice admiral. Le Judge Advocate General of the Navy (chef de la justice militaire de la Navy) est un vice admiral ou un lieutenant général de l'US Marine Corps,, tout comme le Surgeon General of the United States (chirurgien en chef des États-Unis) au sein du Public Health Service Commissioned Corps.
Certains officiers qui occupent un poste dans le renseignement ne sont pas listés au sein de ces 160 hommes. Le  Deputy Director of the Central Intelligence Agency en fait partie lorsqu'il s'agit d'un membre de la Navy. Le président peut également nommer des vice admirals à condition que le nombre d'amiraux de la catégorie à laquelle ils appartenaient soit réduit. En dernier lieu, toutes les dispositions statuaires peuvent être suspendues provisoirement en temps de guerre sur décision du président.

## Nomination et durée

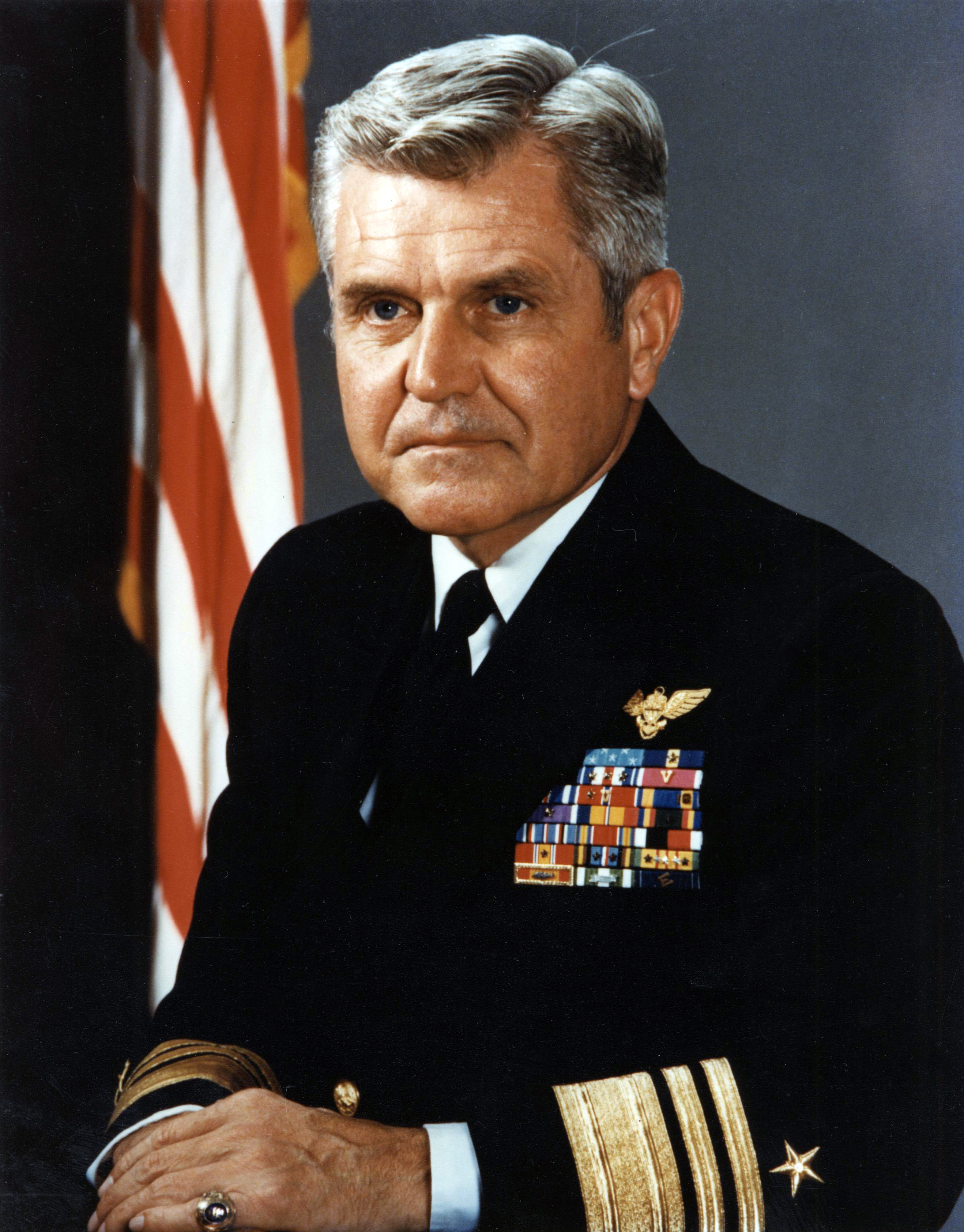
Le vice admiral James Stockdale.

Le grade de vice admiral va de mise avec la nomination à un poste administratif, ce qui le rend temporaire. Les officiers sont uniquement nommés à ce grade s'ils sont assignés à des postes qui requièrent de porter un tel rang. Le grade expire en même temps que leur période à ce poste, ce qui est généralement défini par la loi. Ils sont nommés par décision du président à la condition qu'ils portent lors de cette décision le grade de Rear admiral, qu'il s'agisse d'un lower half ou d'un upper half. Il faut que cet officier soit apte au poste auquel il est destiné et qu'il ait été proposé par son département administratif, et, si possible, par le comité du Joint Chiefs of Staff. Le Sénat doit également donner son approbation à la majorité des voix.
La plupart des postes nécessitant un vice admiral fonctionnent sur une période de trois années voire parfois quatre ou plus. Il peut toutefois être autorisées des prolongations dans les limites légales. Cet allongement de mandat doit là encore être approuvé par différents organes administratifs, dont le secrétaire de la Défense, le président et éventuellement le Congrès. Ces prorogations demeurent néanmoins rares étant donné qu'elles empêchent la nomination d'autres officiers au grade de vice admiral.
En temps de guerre ou d'urgence nationale, les limites fixées par la loi peuvent être provisoirement abrogées.
Enfin, des vice admirals peuvent être nommés par acte du Congrès, ce qui reste extrêmement rare.

## Retraite
En dehors du départ volontaire en retraite, la loi fixe un certain nombre de mandats maximum avant un retrait obligatoire. Les officiers trois étoiles doivent prendre leur retraite après 38 ans de service s'ils ne sont pas maintenus dans leurs fonctions pour un mandat supplémentaire ou nommés à un grade supérieur. D'un manière générale, tous les officiers généraux sont obligés de prendre leur retraite le mois suivant leur 64e anniversaire. Le secrétaire à la Défense peut toutefois maintenir un officier général dans le service actif jusqu'à son 66e anniversaire et le Président jusqu'à son 68e.
Les officiers généraux se retirent généralement avant l'âge limite ou les limites fixées par la loi afin de ne pas entraver la progression hiérarchique des officiers moins gradés. Étant donné qu'il existe un nombre bien précis d'officiers généraux pour chaque service, l'un d'entre eux doit nécessairement se retirer pour laisser un officier accéder au grade de vice admiral. Le fait de maintenir en poste un officier trois étoiles suit le principe des chaises musicales : tout officier n'ayant pas d'assignation dispose de soixante jours pour être à nouveau muté à un poste avant qu'il soit obligé de prendre volontairement sa retraite. Historiquement, les officiers quittant un poste trois-étoiles sont autorisés à retourner à leur précédent poste deux étoiles avant leur retraite. Désormais, il leur est néanmoins recommandé de se retirer immédiatement après la fin de leur mandat afin de ne pas bloquer des officiers subalternes.

## United States Maritime Service
Bien que le grade ne soit pas porté, le United States Maritime Service le maintient existant. Le dernier officier de l'US Maritime Service à avoir été nommé à ce rang est Joseph D. Stewart qui a pris sa retraite en 2008. Même si le Maritime Service est un service auxiliaire, la nomination à ce rang est effectuée par le président par le biais du secrétaire aux Transports avec le consentement du Sénat. Cette nomination administrative permet à la personne qui est nommée à ce poste de correspondre au paygrade O-9. Toutefois, ils ne reçoivent pas la même solde que les autres vice admirals de l'US Navy et de l'US Coast Guard.

## Insignes

Insignes pour la United States Navy.
Insignes pour la United States Coast Guard.
Insignes pour le United States Public Health Service Commissioned Corps.
Insignes pour le National Oceanic and Atmospheric Administration Commissioned Officer Corps.